# Liurana medogensis
Liurana medogensis es una especie  de anfibio anuro de la familia Ceratobatrachidae. Se encuentra en  China y en la India, en el Himalaya y sus estribaciones.  